# والتر فاسكيز
والتر فاسكيز (بالإسبانية: Walter Vásquez)‏ هو لاعب كرة قدم بيروفي في مركز نصف الجناح، ولد في 28 أغسطس 1998 في مقاطعة لوريتو في بيرو.

## وصلات خارجية
- والتر فاسكيز على موقع قاعدة بيانات كرة القدم.إي يو (الإنجليزية)
- والتر فاسكيز على موقع Soccerway.com (الإنجليزية)